# Donji Kraljevec (żupania medzimurska)
Donji Kraljevec – wieś w Chorwacji, w żupanii medzimurskiej, w gminie Donji Kraljevec. W 2011 roku liczyła 1560 mieszkańców.